# 장남석
장남석(1983년 4월 18일 ~ )은 대한민국의 전 축구 선수로서 포지션은 공격수이다.

## 개요
대구광역시 출생으로 중앙대학교를 졸업하였다. 타고난 골 감각을 보여주며, '장남석'이라는 이름이 '수학의 정석'과 비슷하다는 점에 착안하여 '득점의 정석'이라는 별명이 붙었다.

## 축구인 생활

### 선수 생활
2006년 대구 FC에서 데뷔하여, 그 해 FA컵 득점왕에 올랐다. 대구 FC의 주장을 맡았다.
2008년, 이근호, 에닝요와 함께 대구의 공격 축구에서 핵심적인 역할을 하였다. 4월 6일 울산 현대와의 홈 경기에선 40초만에 골을 넣어 2008 시즌 최단시간 골을 기록하기도 하였다.
2009년엔 잦은 부상에 시달리며 정상적인 컨디션을 유지하지 못해 정규리그 14경기에 출전하는 동안 한 골도 성공시키지 못했다.
2011 시즌을 앞두고 입대하여 상무에서 활동했으나, 그 해 K리그 승부조작 사건에 연루되어 영구제명 처분을 받았다. 그리고 같은 팀 동료였던 온병훈까지 승부조작을 했다고 증언했으나, 신빙성이 없고 경기 영상을 봐도 승부조작의 정황을 포착할 수가 없다는 이유로 거짓 증언으로 드러났으며 온병훈은 완전히 무죄 판결을 받았다.

## 성인경기 출장경력
2009년 3월 25일 기준
| 클럽    | 시즌 | 리그 | 리그 | FA컵 | FA컵 | 리그컵 | 리그컵 | 아시아 | 아시아 | 합계 | 합계 |
| 클럽    | 시즌 | 출장 | 골   | 출장 | 골   | 출장   | 골     | 출장   | 골     | 출장 | 골   |
| ------- | ---- | ---- | ---- | ---- | ---- | ------ | ------ | ------ | ------ | ---- | ---- |
| 대구 FC | 2006 | 23   | 5    | 3    | 3    | 13     | 4      | –      | –      | 39   | 12   |
| 대구 FC | 2007 | 12   | 2    | 0    | 0    | 4      | 0      | –      | –      | 16   | 2    |
| 대구 FC | 2008 | 24   | 10   | 3    | 0    | 5      | 1      | –      | –      | 32   | 11   |
| 대구 FC | 2009 |      |      |      |      |        |        | –      | –      |      |      |
| 합계    | 합계 | 59   | 17   | 6    | 3    | 22     | 5      |        |        | 87   | 25   |

## 수상

### 개인
- 2006년 FA컵 득점왕
- 2006년 스포츠토토 한국축구대상 신인상